# Gasselternijveenschemond

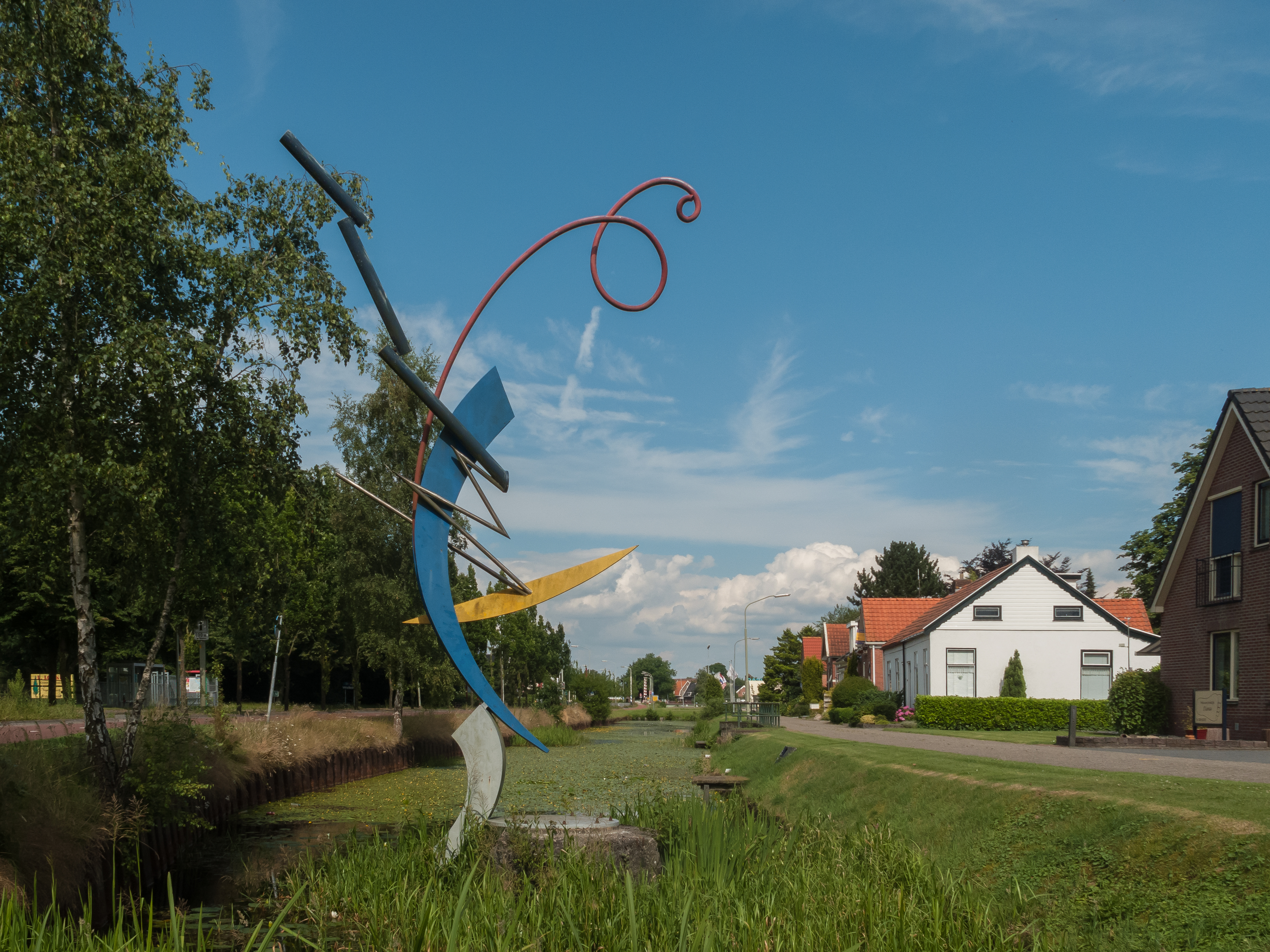
Gasselternijveenschemond, objet d'art

Gasselternijveenschemond est un village dans la commune néerlandaise d'Aa en Hunze, dans la province de Drenthe. Le 1er janvier 2008, le village comptait 745 habitants.
C'est un village-rue, le long d'un des multiples canaux (mond) dans les anciennes tourbières exploitées et défrichées de l'est de Drenthe.

## Hameaux
Les hameaux de Gasselterboerveenschemond, Eerste Dwarsdiep et Tweede Dwarsdiep dépendent de ce village.